# Jean-Charles Houzeau
Jean-Charles Houzeau de Lehaie (7 de octubre de 1820 – 12 de julio de 1888) fue un astrónomo y periodista belga.

## Semblanza
Houzeau nació en Havré (una pequeña ciudad cercana a Mons), por entonces en el Reino Unido de los Países Bajos, y posteriormente perteneciente a Bélgica. Desde 1842 trabajó como ayudante voluntario en el Observatorio de Bruselas y empezó a escribir artículos. Finalmente se convirtió en director del observatorio. Viajó mucho durante su carrera, con destinos como París, el Reino Unido, Estados Unidos, México o Jamaica.
El científico se trasladó a Nueva Orleans tras ser expulsado del Observatorio Real Belga por «manifestar sus puntos de vista políticos». En Texas, hacia 1858, trabajó primero como topógrafo, instalándose en la localidad texana de Uvalde, desde donde organizó sus primeras expediciones científicas.
Partidario de la abolición de la esclavitud, colaboró en la fuga de algún notable unionista de San Antonio. Al poco tiempo, tuvo que huir él mismo hacia México, disfrazado como peón del país vecino.
Regresó posteriormente a Nueva Orleans una vez que la ciudad ya había sido tomada por las fuerzas Federales, imprimiendo un diario unionista bilingüe, La Tribune de la Nouvelle-Orléans, para poco después viajar a Jamaica, donde vivió durante ocho años. Finalmente, gracias a que pudo mantener sus contactos en Europa, fue restablecido como director del Observatorio Real en Bruselas.
Aun así, en diciembre de 1882, Houzeau hizo un viaje de regreso a Texas, dirigiendo una expedición científica a San Antonio (acompañado por Albert Benoît Lancaster y Charles Emile Stuyvaert) para observar el tránsito de Venus sobre el disco solar, un método indirecto para medir la gravedad en aquellos días.

## Trabajos
Sus trabajos publicados incluyen:
- Des turbines, de leur construction, du calcul de leur puissance et de leur application à l'industrie (Sobre las Turbinas, su Construction, Cálculo de su potencia, y su aplicación en la Industria / Paris, L.M. Augustin, 1839) su primer trabajo, publicado a la edad de 19 años;
- Atlas de toutes les étoiles visibles à l'oeil nu, formé d'après l'observation directe, dans les deux hémisphères (Atlas de todas las estrellas observables a simple vista, compilado mediante la observación directa de los dos Hemisferios / Mons, Bélgica, Hector Manceaux, 1878)
- Vade-mecum de l'astronome (Manual del Astrónomo / Brussels, F. Hayez, 1882);
- Bibliographie générale de L'astronomie depuis L'origine de L'imprimerie Jusqu'en 1880 (Bibliografía General de Astronomía desde los primeros trabajos impresos hasta 1880 / Bruselas, F. Hayez, 1882–1887); y
- Règles de climatologie (Reglas de Climatología /Bruselas, Jamar, sin fecha).

## Eponimia
- El cráter lunar Houzeau lleva este nombre en su memoria.